# تپه ولیان (۶)
تپه ولیان (۶) مربوط به عصر مس - عصر آهن ۳ است و در شهرستان بروجرد، بخش مرکزی، دهستان شیروان، ۶۰۰ متری غرب روستای ولیان واقع شده و این اثر در تاریخ ۲۸ اسفند ۱۳۸۵ با شمارهٔ ثبت ۱۸۳۶۱ به‌عنوان یکی از آثار ملی ایران به ثبت رسیده است.